# Executive Order 9981

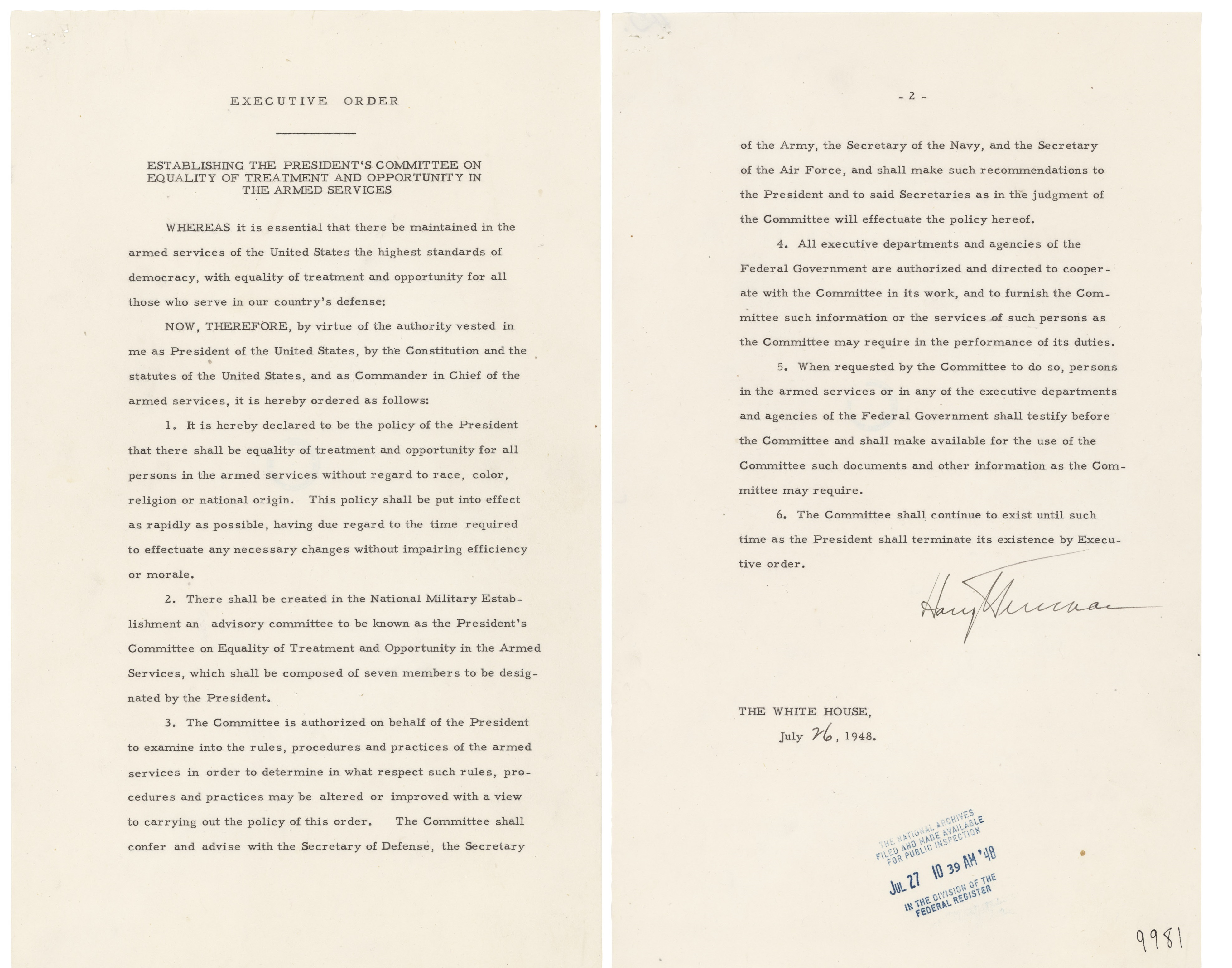
Die beiden Seiten des Executive Order 9981, von Präsident Truman unterzeichnet

Die Executive Order Nr. 9981 ist ein Präsidialerlass des US-Präsidenten Harry S. Truman vom 26. Juli 1948, mit dem er die Gleichbehandlung und Chancengleichheit aller Mitglieder der Streitkräfte der Vereinigten Staaten ohne Rücksicht auf ihre Rasse, Hautfarbe, Religion oder nationale Herkunft zur Leitlinie seiner Politik erklärte.
Der Erlass wurde von der afroamerikanischen Gemeinschaft als das Ende der Rassentrennung in den Streitkräften begrüßt und gilt bis heute als wichtiger Schritt auf dem Weg zur Abschaffung der Rassendiskriminierung.

## Hintergrund

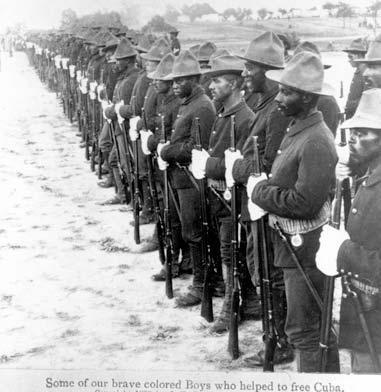
Soldaten des 10. Kavallerie-Regiments, Kuba 1890

### Erste Afroamerikaner unter Waffen
Bis nach dem Zweiten Weltkrieg waren Afroamerikaner in den Vereinigten Staaten vom Militärdienst weitgehend ausgeschlossen, solange es nicht in Krisenzeiten notwendig wurde, auf sie zurückzugreifen. Diesem Muster folgte man während der Amerikanischen Revolution, als etwa 5000 Schwarze auf amerikanischer Seite dienten, und während der Kriege an der Wende vom 18. zum 19. Jahrhundert. Ab etwa 1800 ignorierte die United States Navy die offizielle Politik und rekrutierte während des ganzen Jahrhunderts schwarze Matrosen. Als die Abschaffung der Sklaverei ab 1863 zu einem Hauptziel des Sezessionskriegs wurde, begann man auch in der U. S. Army, vermehrt Schwarze einzusetzen. Bis zum Kriegsende machten sie etwa zehn Prozent der Truppenstärke aus. 1866 wurden, in Anerkennung der militärischen Leistungen schwarzer Soldaten im Krieg, erstmals jeweils zwei Regimenter der Kavallerie und der Infanterie nur aus schwarzen Soldaten gebildet, die legendären Buffalo Soldier.
Nach dem amerikanischen Bürgerkrieg wurden die Abschaffung der Sklaverei, die rechtliche Gleichstellung ehemaliger Sklaven und das Wahlrecht für männliche ehemalige Sklaven in den dreizehnten bis fünfzehnten Verfassungszusätzen der Vereinigten Staaten festgeschrieben. Die Gleichberechtigung wurde bald, ausgehend von den Südstaaten, durch ein System der Rassentrennung unterlaufen, das beispielsweise getrennte Bildungseinrichtungen und auch eine Rassentrennung in den Streitkräften vorsah. 1896 entschied der Oberste Gerichtshof der Vereinigten Staaten, dass getrennte aber gleiche Einrichtungen für Schwarze nicht gegen die Verfassung verstoßen. Tatsächlich waren die Einrichtungen für Schwarze grundsätzlich schlechter gestellt als die für Weiße. Auch die aus Schwarzen gebildeten Einheiten der Streitkräfte wurden allgemein schlechter ausgebildet, ausgestattet und versorgt als weiße Einheiten.

### 20. Jahrhundert bis 1940
Mit dem Beginn des 20. Jahrhunderts wurden schwarze Matrosen in der U. S. Navy kaum noch militärisch, sondern als Personal der Offiziermessen eingesetzt. Selbst diese Rolle übernahmen bald Filipinos, so dass die Zahl der schwarzen Matrosen bis zu den 1930er Jahren auf etwa 400 zurückging. Bei den Landstreitkräften wurde nicht nur damit argumentiert, dass Einheiten aus Schwarzen in einer weißen Bevölkerung, die der Rassentrennung zugeneigt war, eine „offene Wunde“ darstellen würden. Den Afroamerikanern wurden auch die in einer modernen Armee geforderten Fähigkeiten und die Intelligenz abgesprochen, und es wurde darauf hingewiesen, dass in früheren Kriegen weiße Truppen die wichtigen Schlachten geschlagen und die größten Opfer gebracht hätten.
Mit Beginn des Ersten Weltkriegs stieg der Bedarf an Soldaten wieder an, und auch Rekrutierungsbüros in den Südstaaten zögerten nicht bei der Aufnahme schwarzer Rekruten, um ihre Quoten zu erfüllen. Das United States Marine Corps nahm wie stets seit 1798 keine Schwarzen auf, und die Navy akzeptierte sie nur als Stewards. So dienten die meisten der etwa 380.000 afroamerikanischen Soldaten des Ersten Weltkriegs in der U. S. Army. 1917 wurden zwei aus Schwarzen bestehende Infanteriedivisionen gebildet, von denen eine geschlossen zum Einsatz kam, und die andere in Teilen der französischen Armee unterstellt wurde. In den folgenden Jahrzehnten hielt die Diskriminierung der schwarzen Soldaten an, auch das neu gebildete Army Air Corps nahm keine Afroamerikaner auf, und in der Army wurden sie nur in den vier verbliebenen rein schwarzen Regimentern der 93. Division aufgenommen.

### Executive Order 8802 von 1941
1941 wurde im Rahmen des March on Washington Movement von den Bürgerrechts-Aktivisten Asa Philip Randolph und Bayard Rustin erstmals in der Geschichte ein Marsch auf Washington geplant, mit dem nicht nur gegen Diskriminierungen im Arbeitsleben, sondern auch gegen die Rassentrennung in den Streitkräften demonstriert werden sollte. Die Militärführung erklärte eine Aufhebung der Rassentrennung kurzerhand für unmöglich. Die Demonstration fand dennoch nicht statt, weil Präsident Franklin D. Roosevelt mit seiner Executive Order 8802 vom 25. Juni 1941 die Forderungen der Bewegung teilweise erfüllt hatte. Die darin zugesicherte Gleichstellung war jedoch auf die Rüstungsindustrie beschränkt und nicht auf die Streitkräfte selbst bezogen.

## Afroamerikaner im Zweiten Weltkrieg
Erst 1943 wurden erstmals Schwarze in das United States Marine Corps und auch wieder in den militärischen Dienst bei der Navy aufgenommen. Der für die Army angestrebte Anteil von zehn Prozent schwarzer Soldaten wurde jedoch nicht erreicht, da ihre von der Führung geforderte strikte Trennung von weißen Soldaten nicht organisiert werden konnte. In der militärischen Führung hielten sich die Vorurteile gegenüber den „weniger befähigten“ schwarzen Soldaten hartnäckig, und wegen des aus der Rassentrennung resultierenden Aufwands wurden sie insgesamt als Problem betrachtet. Wie schon während des Ersten stieg auch im Zweiten Weltkrieg die Zahl der gegen Schwarze gerichteten gewalttätigen Übergriffe, insbesondere in den Südstaaten, stark an, und erneut waren auch schwarze Soldaten in Uniform betroffen. Hinzu kamen Diskriminierungen und Schikanierungen im Dienstalltag. Eine Abkehr von der üblichen Rassentrennung fand 1944 im Rahmen der Ardennenoffensive statt. Akuter Personalmangel veranlasste die Generalität zu dem Angebot an schwarze Soldaten in Versorgungseinheiten, ein Zusatztraining zu absolvieren und ohne Rücksicht auf ihre Rasse dort eingesetzt zu werden, wo sie gebraucht würden. Binnen kurzer Zeit meldeten sich mehr als 4.500 schwarze Soldaten freiwillig, die teilweise dafür auf ihren Dienstgrad verzichteten. Mehr als 50 Züge afroamerikanischer Soldaten wurden schließlich in weiße Kompanien integriert und kämpfte mit ihnen in Frankreich, Belgien und Deutschland, zur Zufriedenheit ihrer Vorgesetzten.

### Weitere Diskriminierung in den Nachkriegsjahren

Brief von Grant Reynolds und Asa Philip Randolph an Präsident Harry S. Truman vom 15. Juli 1948, unter anderem mit der Forderung nach einer Executive Order

In den Jahren nach dem Kriegsende stieg der Unmut in der afroamerikanischen Bevölkerung über die in der unmittelbaren Nachkriegszeit wieder zunehmende Diskriminierung in den Streitkräften. In der Wirtschaft nahm die Beschäftigung Schwarzer zu, ebenso wie ihre Mitgliedschaft in den Gewerkschaften und die Zahl der registrierten Wähler im Norden der USA. Zugleich war mit Harry S. Truman ein Präsident im Amt, der sich deutlicher als die meisten seiner Vorgänger für die Gleichstellung von Afroamerikanern aussprach. Bereits im Februar 1948 teilte er dem Kongress mit, dass er den Verteidigungsminister angewiesen habe, die Rassentrennung in den Streitkräften zu beenden. Die Militärführung widersetzte sich dem Vorhaben, und Asa Philip Randolph und weitere Aktivisten drohten mit Aktionen des zivilen Ungehorsams gegen das neue Wehrgesetz, sofern die Rassentrennung nicht abgeschafft werde. Darüber hinaus war 1948 ein Wahljahr, und Truman war auf die Stimmen der schwarzen Wähler angewiesen. Im Kongress hatten Gesetzesvorhaben mit dem Ziel einer Abschaffung der Rassentrennung keine Aussicht auf Erfolg. So nutzte Truman seinen Handlungsspielraum als Präsident und Oberbefehlshaber der Streitkräfte, um den Kongress mit einem Präsidialerlass zu umgehen.

## Executive Order 9981
Die Executive Order 9981 wurde von Truman am 26. Juli 1948 unterzeichnet und zwei Tage später veröffentlicht.

### Inhalt des Erlasses
Im Text des Erlasses erklärte Truman die Gleichbehandlung und Chancengleichheit aller Mitglieder der Streitkräfte, unabhängig von Rasse, Hautfarbe, Religion oder nationaler Herkunft zu seiner Politik. Damit verbunden war die Einrichtung des President's Committee on Equality of Treatment and Opportunity in the Armed Services, einer Kommission mit beratender Funktion, der jedoch uneingeschränkter Zugang zu Informationen aller Bundesbehörden und der Streitkräfte zu gewähren war, und die Zeugen laden konnte.

### Auswirkungen auf die Streitkräfte
Die eingesetzte fünfköpfige Kommission nahm 1949 ihre Arbeit auf. Sie stand unter dem Vorsitz von Charles H. Fahy. Weitere Mitglieder waren John H. Sengstacke, der Herausgeber des Chicago Defender, einer bedeutenden afroamerikanischen Wochenzeitung, und Lesley Granger, der Präsident der National Urban League. Mithilfe der Berichte des Fahy-Komitees hatte Truman ein wirksames Instrument, um das Ausmaß der Rassendiskriminierung in den Streitkräften festzustellen und auf der Basis der Erkenntnisse wirksame Maßnahmen als Oberkommandierender zu ergreifen. Dennoch widersetzte sich die Army mit aller Macht einer Aufhebung der Rassentrennung und brachte dazu die Argumente der vergangenen Jahrzehnte vor. So hatte der spätere Präsident General Dwight D. Eisenhower noch vor dem Erlass der Executive Order vor dem Senate Committee on Armed Services erklärt, dass schwarze Amerikaner wegen ihrer schlechteren Ausbildung in einer vollständig integrierten Armee schlechtere Aufstiegschancen hätten. Die Navy verfasste zwar eine Richtlinie zur Gleichbehandlung, die aber in der Praxis nur halbherzig umgesetzt wurde. Lediglich die 1947 aus der Army als vierte Teilstreitkraft hervorgegangene U. S. Air Force wirkte energisch auf die Abschaffung der Rassentrennung hin.
Die Auseinandersetzung zwischen dem Fahy-Komitee und der Army zog sich hin, obgleich das Komitee umfangreiche Belege dafür gefunden hatte, dass die Rassentrennung eine Verschwendung von Ressourcen bedeutete und den Grundsatz der Chancengleichheit verletzte. Im Januar 1950 gab die Army scheinbar ihren Widerstand auf und erließ eine neue Personalrichtlinie, die für Schwarze den Einsatz entsprechend ihren Fähigkeiten und in jeder Einheit, ohne Rücksicht auf Rasse oder Hautfarbe vorsah. Unter Berücksichtigung des damals geltenden Anteils von maximal zehn Prozent Afroamerikanern in der Army hätte sich eine jahrelange Übergangsfrist ergeben. Erst Trumans erneutes persönliches Einschreiten führte dazu, dass die vom Komitee geforderte Abschaffung der Quote umgesetzt wurde. Mit der Abschaffung der Quote stieg die Zahl schwarzer Freiwilliger dramatisch an und überstieg schnell die Aufnahmekapazität der „schwarzen“ Einheiten, mit der Folge, dass die Rassentrennung nicht mehr aufrechterhalten werden konnte. Ab dem Beginn des Korea-Krieges wurden gemischte Einheiten eingesetzt, bis zum Ende dieses Krieges waren die rein afroamerikanischen Einheiten abgeschafft, und in neun von zehn Einheiten dienten Schwarze und Weiße gemeinsam.

### Weitere Schritte zur Gleichberechtigung
Mit der Entscheidung Brown v. Board of Education des Obersten Gerichtshofs der Vereinigten Staaten von 1954 wurde die Rassentrennung noch weiter gelockert. Eine endgültige, auch zivile Abschaffung der Rassentrennung in den USA erfolgte durch den Civil Rights Act of 1964 unter Präsident Lyndon B. Johnson.

## Öffentliche Reaktionen

### Begrüßung
Der Executive Order 9981 wurde in den Medien und der Öffentlichkeit kontrovers diskutiert. Die afroamerikanischen Medien und die Bürgerrechtsgruppen begrüßten den Erlass enthusiastisch und verstanden ihn sofort als das Ende der Rassentrennung in den Streitkräften. Der Erlass wird bis heute häufig als die Abschaffung der Rassentrennung in den amerikanischen Streitkräften betrachtet und hat große Bedeutung im Bewusstsein der Bürgerrechtsbewegung. Für die schwarzen Soldaten der Streitkräfte bedeutete er einen gewaltigen Fortschritt.

### Ablehnung
In den Südstaaten, wo die Diskriminierung schwarzer Bürger noch mehr als in anderen Landesteilen vorherrschte, stieß der Präsident mit seiner Initiative auf Ablehnung. Insbesondere die dortige weiße Bevölkerung lehnte Gleichberechtigung für Afroamerikaner überwiegend ab. Bei der Präsidentschaftswahl 1948, die am 2. November und damit nur wenige Monate nach Trumans Erlass stattfand, stimmten viele Südstaaten mehrheitlich nicht mehr für den Demokraten Truman, sondern mit Strom Thurmond für den Kandidaten einer Splittergruppe (Dixiecrats). Da Truman jedoch in anderen Teilen der USA erfolgreich war, konnte er die Wahl dennoch gewinnen. Doch zeigte sich als unmittelbare Folge von Trumans Rassenpolitik eine zunehmende Abkehr der Südstaaten von den Demokraten hin zu den Republikanern (siehe Solid South).

### Historische Bewertung
Von vielen Historikern wird der Executive Order 9981 als eine der wegweisendsten innenpolitischen Entscheidungen eines US-Präsidenten angesehen, da Trumans Bemühungen Ausgangspunkt einer weiteren Entwicklung für die Gleichstellung von Schwarzen war. Auch seine Nachfolger Dwight D. Eisenhower und John F. Kennedy sprachen sich für Gleichberechtigung aus und ergriffen Maßnahmen zur Gleichstellung von Afroamerikanern. Der Höhepunkt dieser Entwicklung lag in den 1960er Jahren unter der Präsidentschaft Lyndon B. Johnsons, in der eine Reihe von wegweisenden Gesetzen verabschiedet wurde.